# Maranguape
Maranguape là một đô thị thuộc bang Ceará, Brasil. Đô thị này có diện tích 590,824 km², dân số năm 2007 là 101018 người, mật độ 170,98 người/km².